# 阿玛纳特
阿玛纳特（直译：祖先的遗训），前称“祖国之光”人民民主党、祖国之光，是目前哈萨克斯坦的执政党和最大的政党。

## 前身
“祖国之光”人民民主党的前身是祖国党，祖国党是于1999年2月12日合并了包括哈萨克斯坦人民团结联盟、哈萨克斯坦解放运动和“为了哈萨克斯坦-2013”运动等党派后成立的。在合并大会上，新成立的祖国党出台了一个计划，大力支持努尔苏丹·纳扎尔巴耶夫总统领导的政府。

阿斯塔纳“祖国之光”总部

2004年祖国党第一次参加议会选举，赢得了60.6%的选票和议会下院77个席位中的42个。2006年9月25日，祖国党与纳扎尔巴耶夫总统长女达丽加·纳扎尔巴耶娃领导的“阿萨尔”党合并，议会下院的席位增加到46个。两党合并后，纳扎尔巴耶夫对女儿说：“告诉你的阿萨尔成员们……你回到了你父亲身边。”併党后的新协议规定，纳扎尔巴耶娃将成为她父亲的三位副手之一，另外两位副手是现任祖国党执行主席巴克特让·茹马古洛夫和亚历山大·帕夫洛夫。2006年6月19日，纳扎尔巴耶夫称所有支持总统的政党都应该联合起来组成一个集团“以使未来50年内没有其他任何政党能够挑战”。

## 成立
2006年12月，哈萨克斯坦公民党和哈萨克斯坦农民党宣布将繼“阿萨尔”后并入祖国党，这样祖国党在议会下院的席位将从77个中的46个增加到57个。纳扎尔巴耶夫总统说他希望其他政党并入祖国党，他说（哈萨克斯坦）应该有更少而强大的政党以“捍卫人民的利益”。在2006年12月22日召开的祖国党代表大会上，代表投票决定将祖国党更名为“祖国之光”人民民主党，同日登记注册。2022年3月1日，祖国之光在努尔苏丹举行临时大会，决定更名为“阿玛纳特”党。

## 领袖

### 主席
| 序号 | 肖像                                                              | 姓名                    | 就任日期       | 离任日期       | 代理主席                                          |
| ---- | ----------------------------------------------------------------- | ----------------------- | -------------- | -------------- | ------------------------------------------------- |
| 1.   |                                                                   | 努尔苏丹·纳扎尔巴耶夫   | 1999年3月1日   | 2021年11月23日 | 谢尔盖·捷列先科 （1999年3月1日 - 2002年10月21日） |
| 1.   | 阿曼格利德·叶尔梅吉亚耶夫 （2002年10月21日 - 2004年3月12日）      | 努尔苏丹·纳扎尔巴耶夫   | 1999年3月1日   | 2021年11月23日 |                                                   |
| 1.   | 巴克特然·图尔瑟诺维奇·茹马古洛夫 （2005年4月18日 - 2007年7月4日） | 努尔苏丹·纳扎尔巴耶夫   | 1999年3月1日   | 2021年11月23日 |                                                   |
| 2.   |                                                                   | 卡瑟姆若马尔特·托卡耶夫 | 2021年11月23日 | 2022年4月26日  |                                                   |
| 3.   |                                                                   | 葉爾蘭·科沙諾夫         | 2022年4月26日  | 現任           |                                                   |

### 第一副主席
| 序号 | 肖像 | 姓名                    | 就任日期       | 离任日期       |
| ---- | ---- | ----------------------- | -------------- | -------------- |
| 1.   |      | 巴克特然·茹马古洛夫     | 2007年7月4日   | 2008年1月23日  |
| 2.   |      | 阿季利別克·賈克瑟別科夫 | 2008年1月23日  | 2008年10月13日 |
| 3.   |      | 達爾汗·卡列塔耶夫       | 2008年10月13日 | 2009年11月19日 |
| 4.   |      | 努爾蘭·尼格馬圖林       | 2009年11月19日 | 2012年9月24日  |
| 5.   |      | 巴克特然·薩金塔耶夫     | 2012年9月24日  | 2013月1月16日  |
| 6.   |      | 包厄尔然·拜别克         | 2013年1月16日  | 2015年8月8日   |
| 7.   |      | 阿斯卡爾·梅爾扎赫梅托夫 | 2015年8月8日   | 2016年5月6日   |
| 8.   |      | 穆赫塔尔·库尔-穆罕默德  | 2016年5月6日   | 2018年2月1日   |
| 9.   |      | 毛烏林·阿申巴耶夫       | 2018年2月1日   | 2019年6月29日  |
| 10.  |      | 包厄尔然·拜别克         | 2019年6月29日  | 至今           |

## 大选
在2007年8月18日举行的哈萨克斯坦议会选举中，“祖国之光”赢得超過88%的选票和议会下院所有经选举产生的98个席位。
在2012年哈萨克斯坦议会选举中，“祖国之光”赢得80.99%的选票和议会下院98个经选举产生的席位中的83个。
在2016年议会选举中，“祖国之光”赢得82.20%的选票和议会下院98个经选举产生的席位中的84个。
| 年   | 總統候選人              | 得票      | %      | 結果 |
| ---- | ----------------------- | --------- | ------ | ---- |
| 2005 | 努尔苏丹·纳扎尔巴耶夫   | 6,147,517 | 91.15% | 當選 |
| 2011 | 努尔苏丹·纳扎尔巴耶夫   | 7,850,958 | 95.55% | 當選 |
| 2015 | 努尔苏丹·纳扎尔巴耶夫   | 8,833,250 | 97.75% | 當選 |
| 2019 | 卡西姆若马尔特·托卡耶夫 | 6,504,024 | 70.76% | 當選 |

| 年   | 得票      | %      | 席次    | 席次增減 | 排名 | 執政         |
| ---- | --------- | ------ | ------- | -------- | ---- | ------------ |
| 1999 | 1,622,895 | 30.90% | 23 / 77 | 不適用   | 第1  | 少數派政府   |
| 2004 | 5,621,436 | 60.60% | 42 / 77 | ▲ 19     | 第1  | 多數派政府   |
| 2007 | 5,247,720 | 88.40% | 98 / 98 | ▲ 41     | 第1  | 超多數派政府 |
| 2012 | 5,621,436 | 80.99% | 83 / 98 | ▼ 15     | 第1  | 超多數派政府 |
| 2016 | 6,183,757 | 82.20% | 84 / 98 | ▲ 1      | 第1  | 超多數派政府 |
| 2021 | 5,148,074 | 71.09% | 76 / 98 | ▼ 8      | 第1  | 超多數派政府 |

## 党际交流
2011年10月，“祖国之光”与乌克兰执政的地区党在哈萨克斯坦首都阿斯塔纳签订合作协议。